# Wlora
Wlora (alb. Vlorë, Vlora; wł. Valona, gr. Βαλόνα) – miasto w Albanii na wybrzeżu Adriatyku. Liczba mieszkańców wynosiła w 2011 ok. 80 tysięcy. Stolica okręgu i obwodu Wlory.
Miasto nadmorskie, nad którym wznosi się wzgórze Kuzum-Baba – siedziba muzułmańskiej sekty bektaszytów. 
W mieście rozwinął się przemysł spożywczy, metalowy, chemiczny oraz elektrotechniczny.

## Historia
W XI i XII wieku Wlora odegrała ważną rolę w konfliktach między Cesarstwem Bizantyjskim a Normańskim Królestwem Sycylii. Podczas 4 lat okupacji normańskiej we Wlorze istniało biskupstwo katolickie. W 1321 roku miasto będące pod kontrolą Bizancjum zostało zaatakowane przez flotę wenecką pod dowództwem Giovanniego Michiela, co kosztowało życie wielu jego greckich mieszkańców. Wlora była stolicą Księstwa Valony, początkowo państwa wasalnego Serbii, a później niezależnego państwa chrześcijańskiego od 1346 do 1417. W XV wieku Wlora została zdobyta przez Turków Osmańskich.
W 1912 Wlora stała się miejscem spotkania albańskich działaczy narodowych, którzy proklamowali w tym mieście deklarację niepodległości. W czasie I wojny światowej miasto zostało zajęte przez jednostki armii włoskiej. W 1920, w wyniku bitwy o Wlorę, oddziały albańskie odzyskały miasto z rąk włoskich.
W 1997 r., po bankructwie piramid finansowych miasto zostało przejęte przez uzbrojone bandy, które wystąpiły przeciwko legalnym władzom. Znane też jako największy ośrodek przemytu ludzi do Włoch. Od 2008 burmistrzem miasta jest Shpëtim Gjika.

## Zabytki
- Meczet Muradie z XVI wieku
- Monastyr bizantyjski z XIV wieku na wyspie Zvërnec
- Czerwony Meczet (Meczet Neshata Paszy)
- Chanaka sufickiego bractwa bektaszytów na wzgórzu Kuzum Baba
- Baza wojskowa na wyspie Sazan
- Kościół katolicki pw. św. Alojzego Gonzagi i św. Marii
- Zamek w Kaninë - warownia wybudowana w czasach bizantyjskiego cesarza Justyniana, ośrodek Księstwa Valona w XIV wieku
- Park archeologiczny Oricum - ruiny rzymskiego miasta

## Muzea
- Muzeum Etnograficzne
- Muzeum Historyczne
- Muzeum Niepodległości

## Miasta partnerskie
- Hollywood
- Izmir

## Galeria

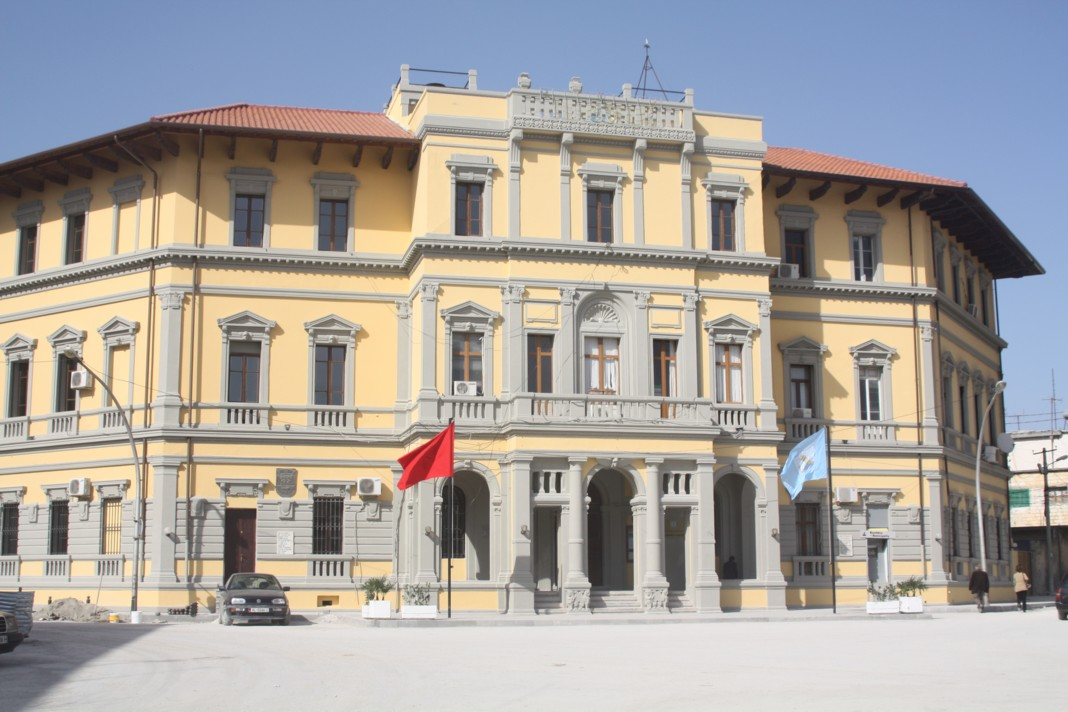
Ratusz
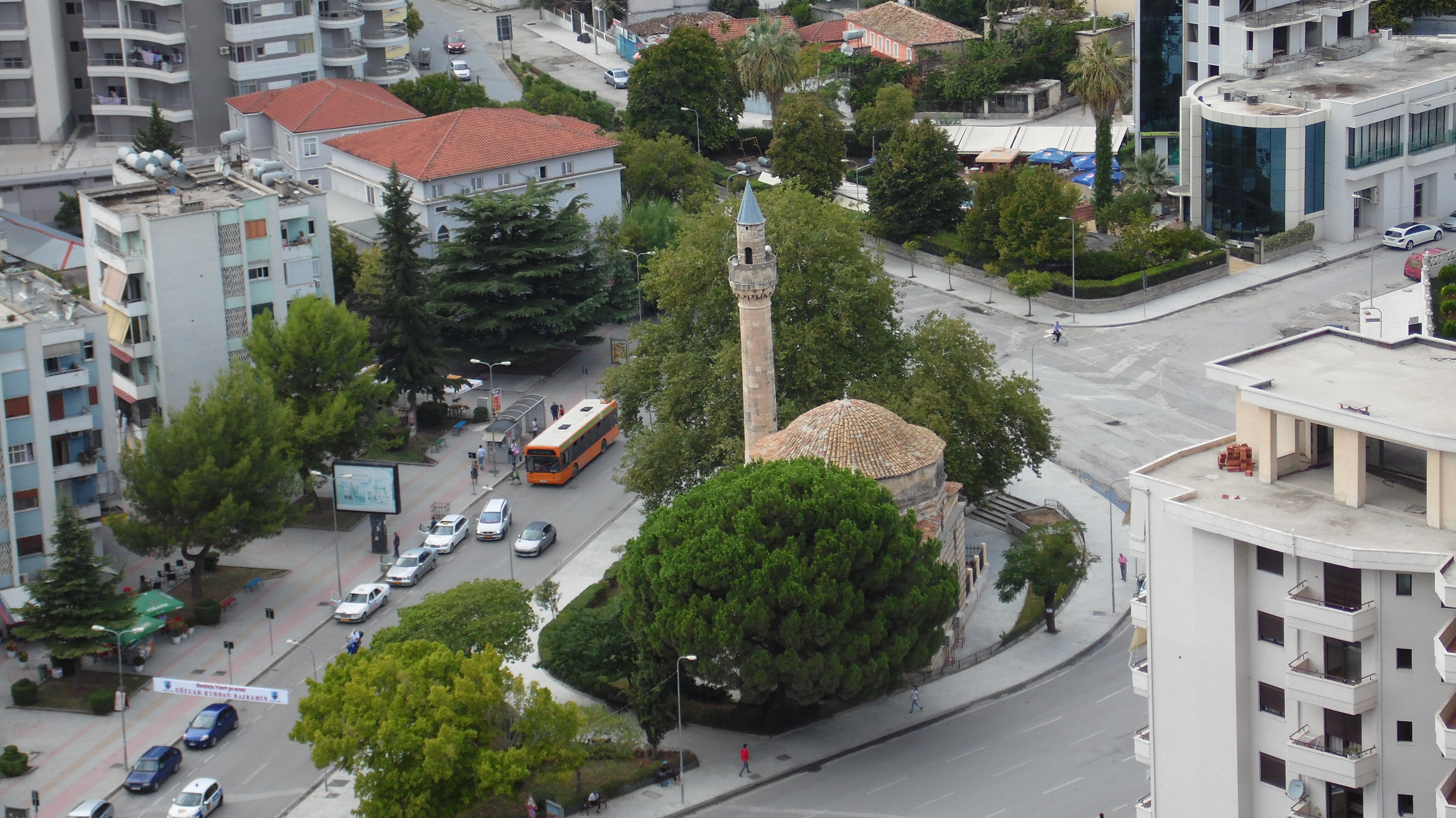
Meczet Muradie. Widok ze wzgórza Kuzum Baba
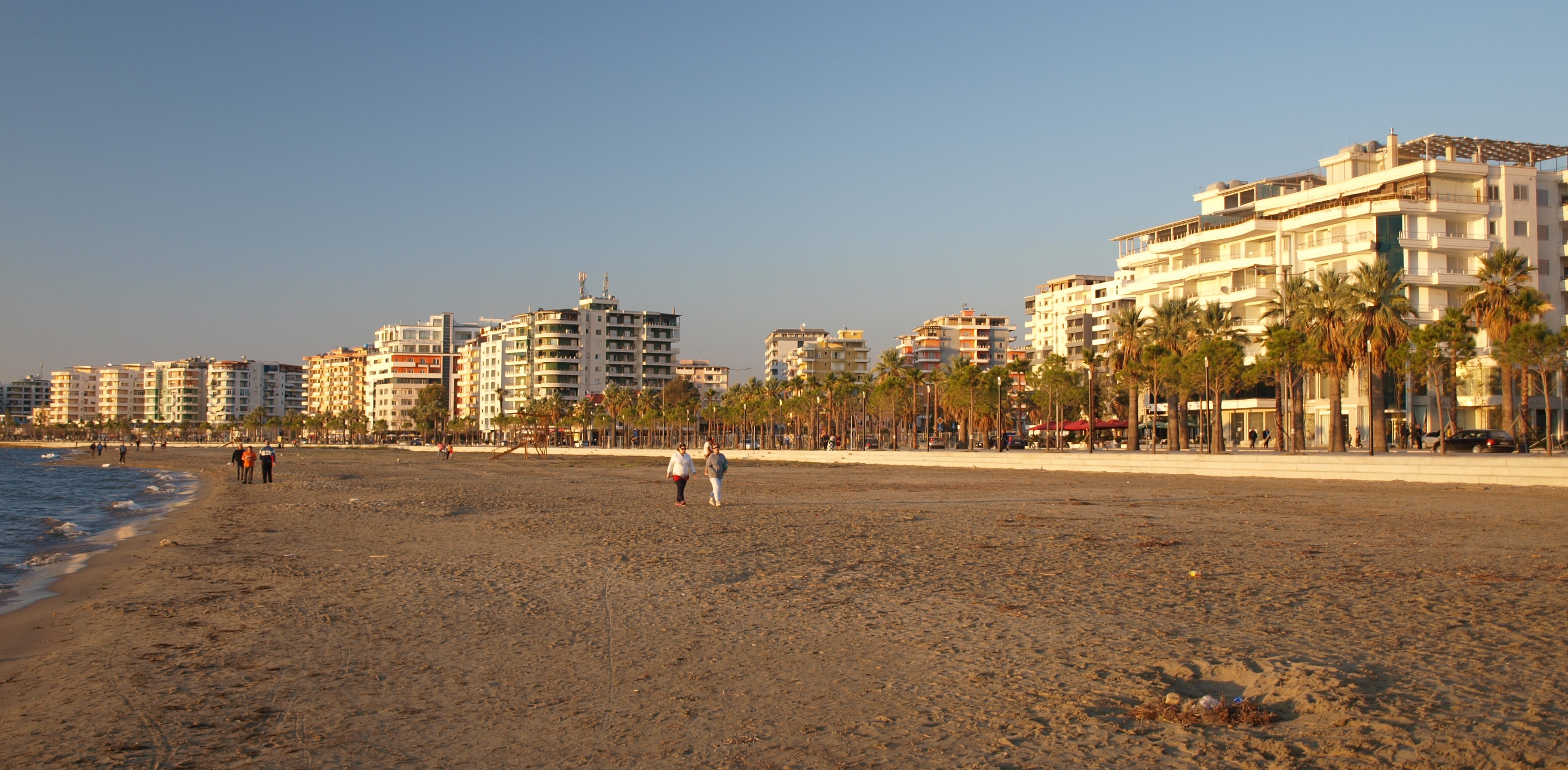
Plaża
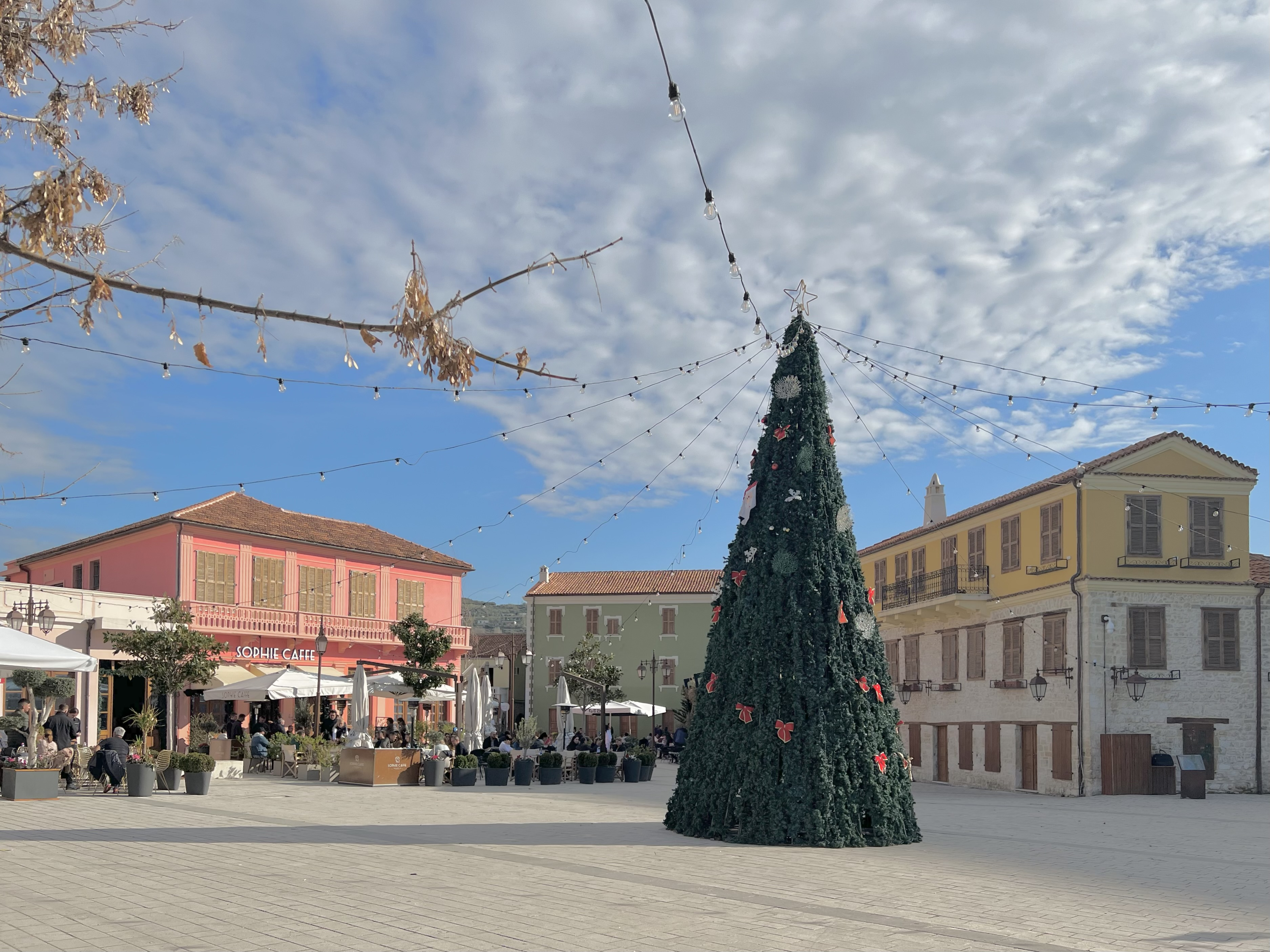
Stare Miasto
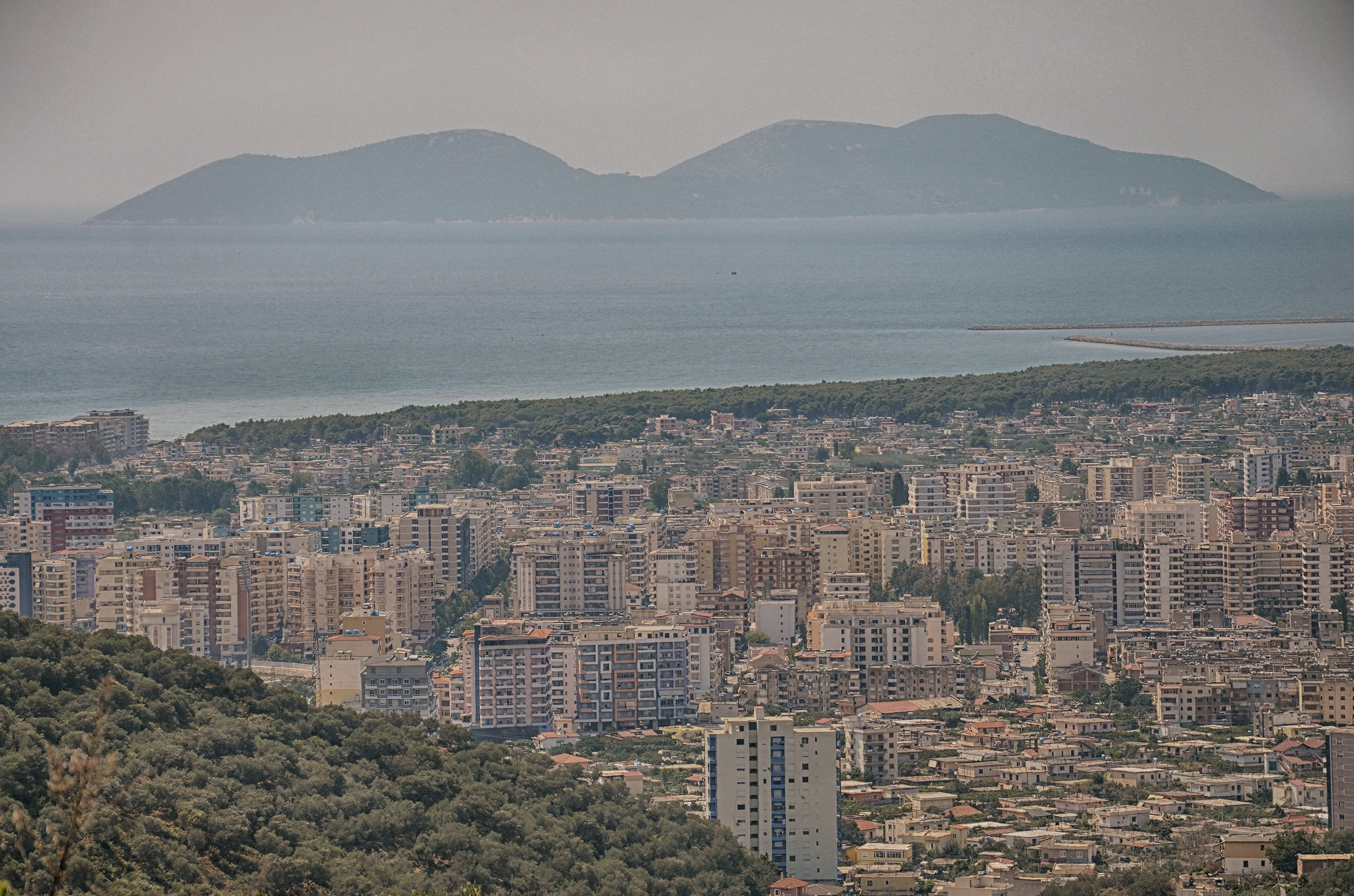
Widok na miasto
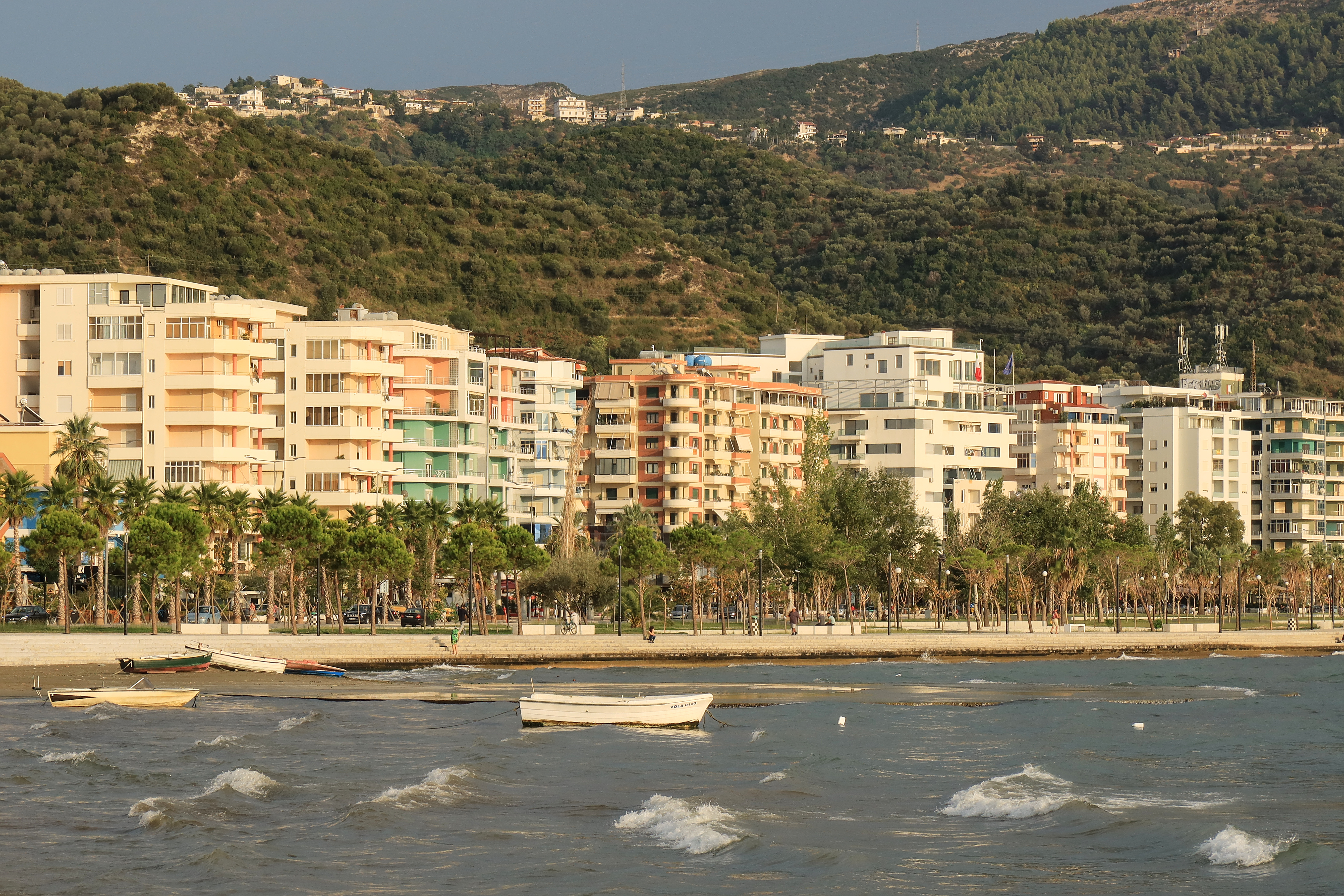
Widok na miasto
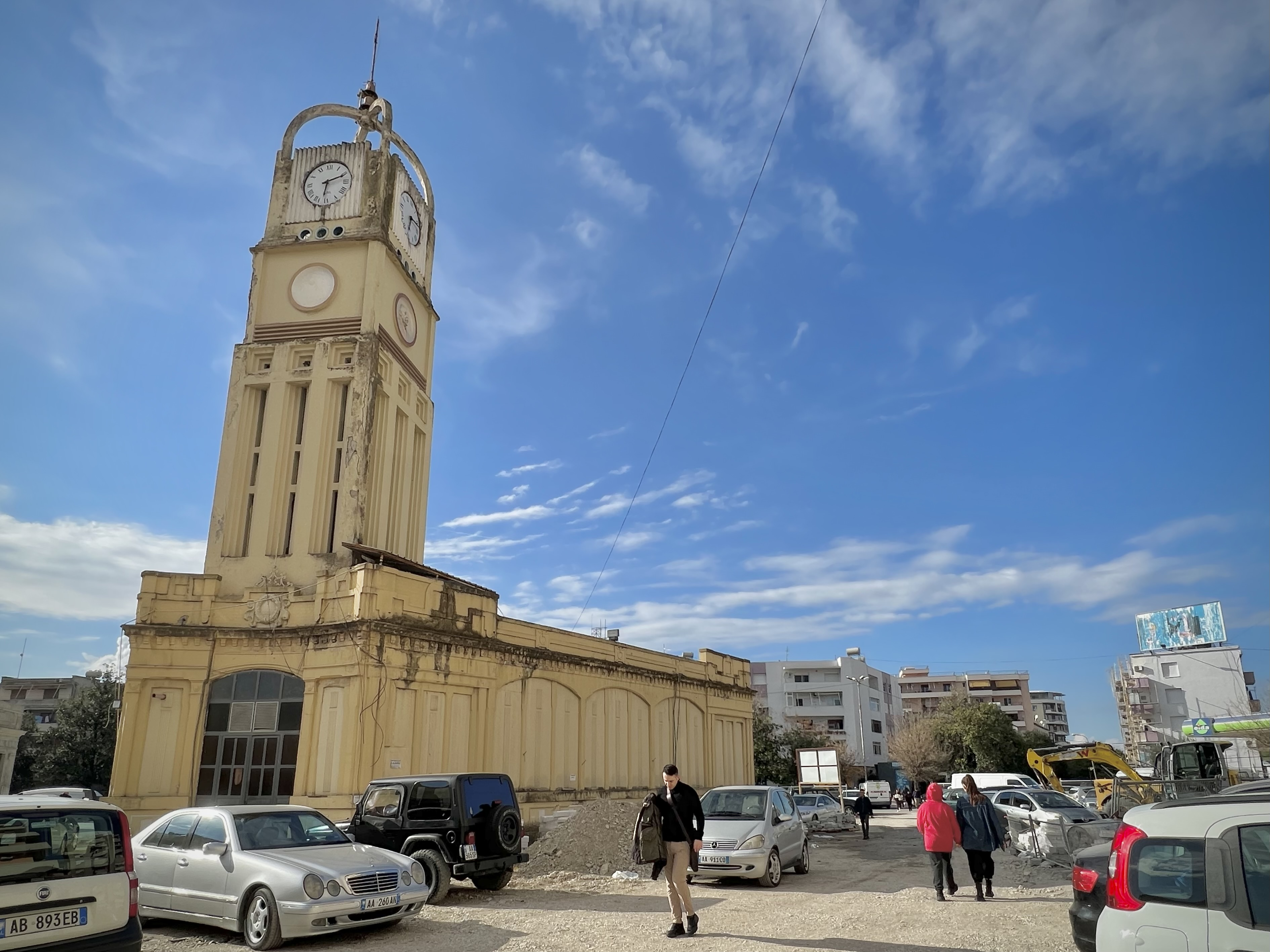
Stare Miasto
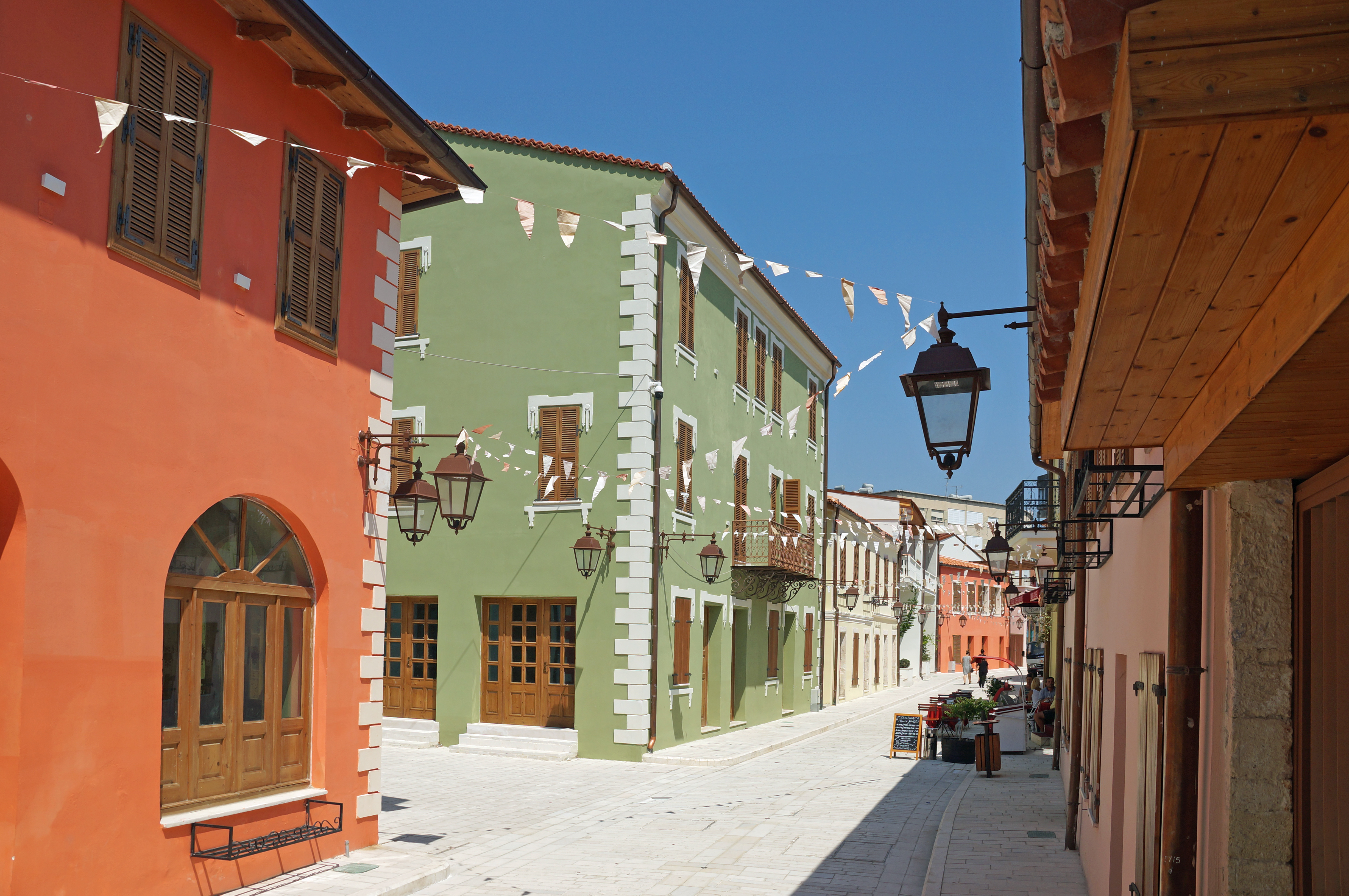
ulica Justin Godart
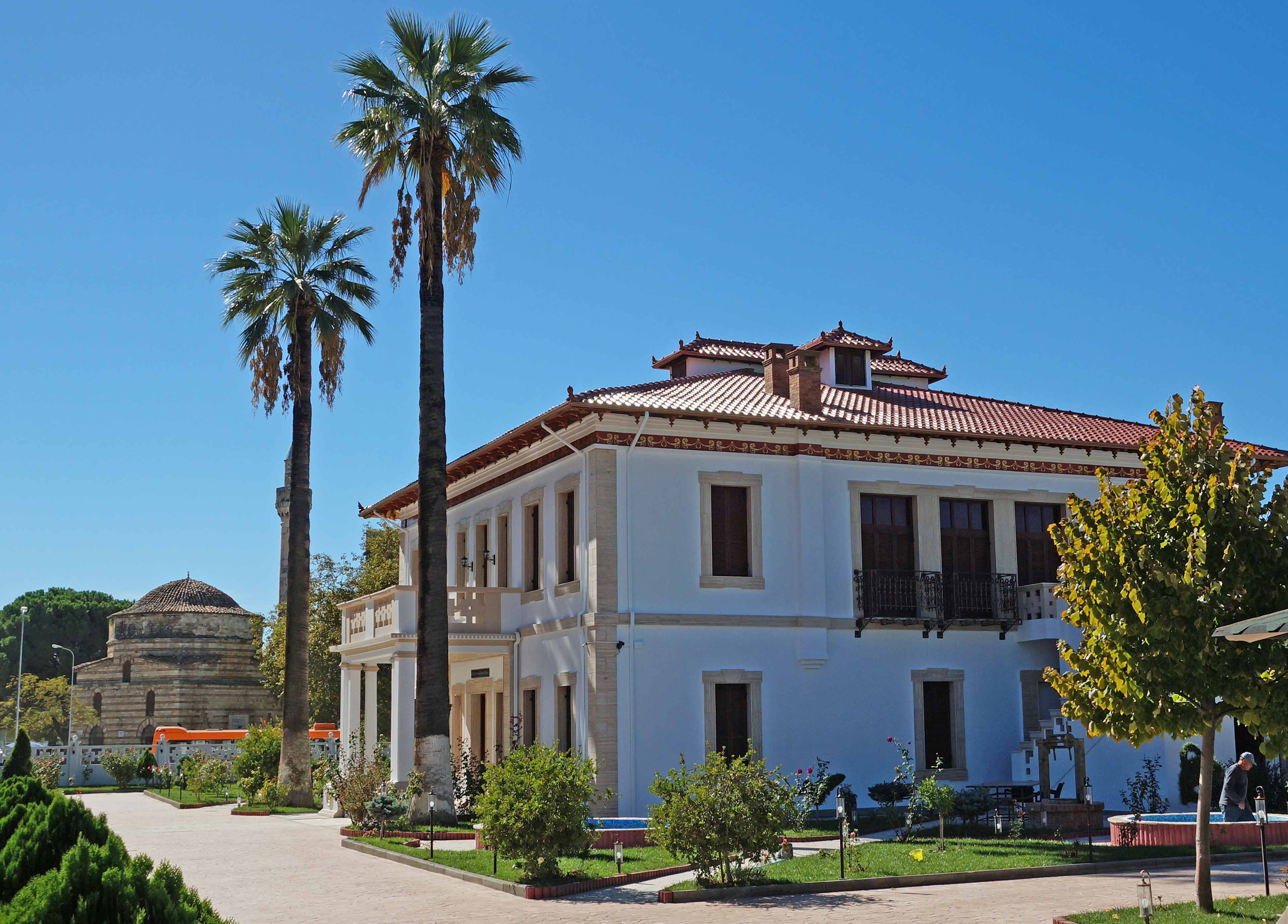
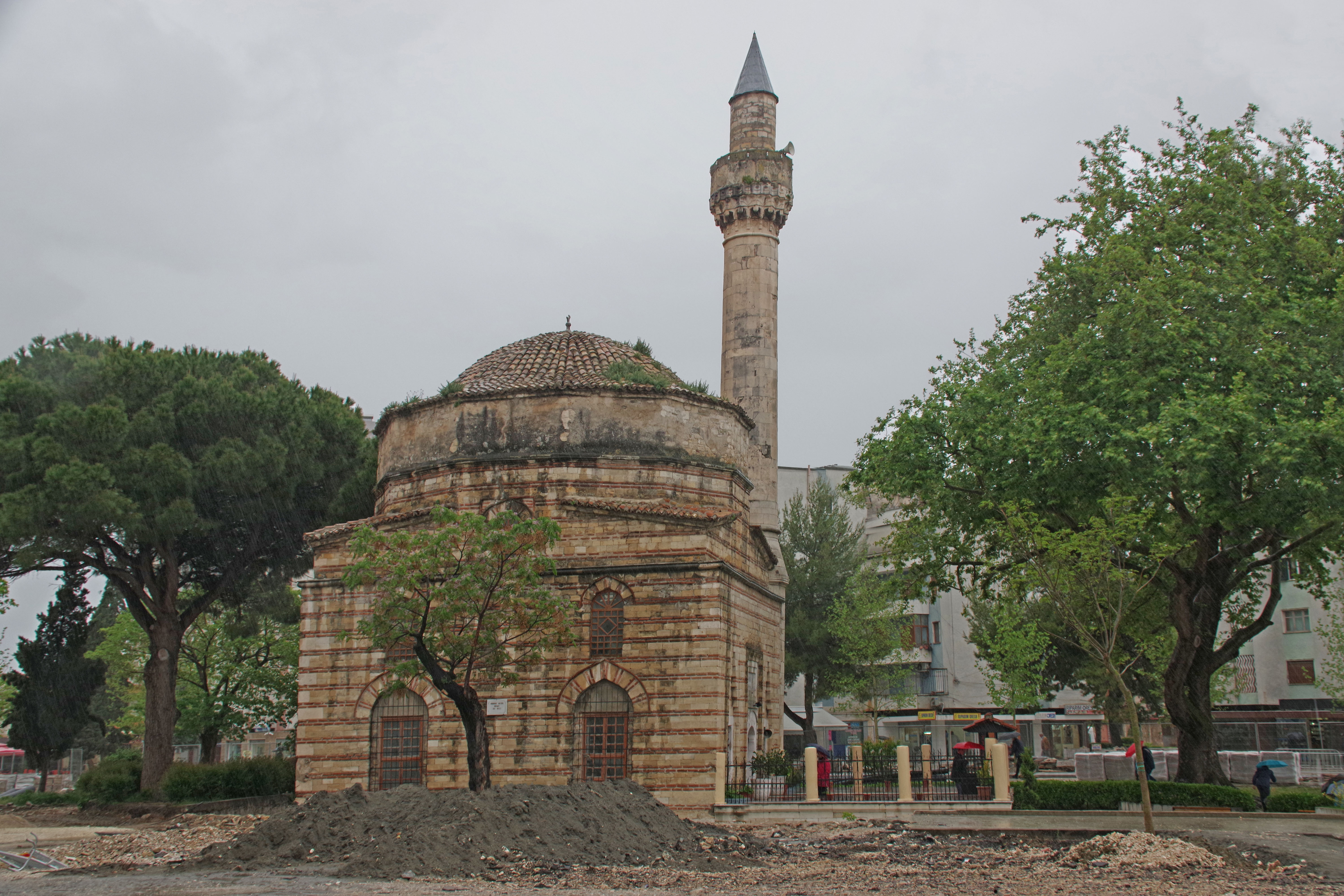
Meczet Murachi